# Youwang Zhen
Youwang Zhen (kinesiska: 由旺, 由旺镇) är en köping i Kina. Den ligger i provinsen Yunnan, i den sydvästra delen av landet, omkring 360 kilometer väster om provinshuvudstaden Kunming. Antalet invånare är 33 978. Befolkningen består av 17 181 kvinnor och 16 797 män. Barn under 15 år utgör 20,0 %, vuxna 15-64 år 67 %, och äldre över 65 år 12,0 %.
Genomsnittlig årsnederbörd är 1 176 millimeter. Den regnigaste månaden är juli, med i genomsnitt 325 mm nederbörd, och den torraste är januari, med 7 mm nederbörd.